# ويليام إس. لينتون
ويليام إس. لينتون (بالإنجليزية: William S. Linton)‏ هو سياسي أمريكي، ولد في 4 فبراير 1856 في سانت كلير في الولايات المتحدة، وتوفي في 22 نوفمبر 1927 في لانسنغ في الولايات المتحدة. حزبياً، نشط في الحزب الجمهوري. وقد انتخب عضو مجلس نواب ميشيغان ‏ وانتخب عضو مجلس النواب الأمريكي.